# Hiera
Hiera (gr. Ίίερα, Hiera) – żona Telefosa, królowa Myzji. Postać z mitologii greckiej.
Hiera była żoną Telefosa, króla Myzji, drugą, jeśli przyjąć, że pierwszą była Agriope, córka króla Myzji, Teutrasa, choć ta tradycja nie jest zbyt pewna. W czasie pierwszej wyprawy Greków pod Troję, zakończonego lądowaniem w Myzji i plądrowaniem wybrzeża, Hiera stanęła na czele kobiet myzyjskich i wystąpiła u boku męża przeciw wrogowi. Zginęła z ręki Nireusa. Mówiono, że była piękniejsza od Heleny trojańskiej. Hiera jest matką Tarchona i Tyrsenosa, którzy po upadku Troi wywędrowali do Etrurii.
Czy była również matką trzeciego z synów Telefosa, Eurypylosa nie jest do końca jasne. Eurypylos pomścił bowiem pod Troją śmierć Hiery, zabijając Nireusa. Został jednak namówiony do wyprawy pod Troję już po śmierci Telefosa, przez swą matkę, która na dodatek jest nazwana imieniem Astyoche. Możliwe więc, że Astyoche jest inną żoną Telefosa, córką króla Troi Laomedonta. Czasami z Hierą jest łączony jeszcze inny epizod. Negocjując z Grekami, osiem lat po najeździe na Myzję, w Argos, Telefos twierdzi, że nie może ich osobiście poprowadzić pod Troję, ponieważ jego żona, którą nazwał imieniem Laodike, jest córką króla Priama. Niewykluczone, że mit utożsamił tu żonę Telefosa z Laodike, najpiękniejszą córkę Priama i Hekabe.